# یرواند تساطوریان

یرواند تساطوریان (ارمنی: Երվանդ Ծատուրյան؛ زاده ۷ آوریل ۱۹۱۱ اوت ۱۹۸۸) بازیگر، کارگردان اهل ارمنستان بود. وی بین سال‌های - تا - میلادی فعالیت می‌کرد. 

## زندگی‌نامه
وی در ۷ آوریل ۱۹۱۱ در شهر نخجوان به دنیا آمد و از دانشگاه هنر نمایشی روسیه فارغ‌التحصیل گشت. وی همچنین برنده جوایزی همچون چهره فرهنگی شایسته جمهوری ارمنستان شد. وی در اوت ۱۹۸۸ در سن ۷۷ سالگی در ایروان درگذشت. 